# ظل القانون (فلم 1926)
ظل القانون (بالإنجليزية: Shadow of the Law) هو فيلم أبيض وأسود درامي أمريكي صامت إنتاج عام 1926 من اخراج والاس ورسلي وبطولة كلارا بوو كامرأة أُرسلت إلى السجن لارتكاب جريمة لم ترتكبها. كتب السيناريو ليا بيرد وجروفر جونز واستند إلى رواية تو جيتس لهاري تشابمان فورد. يعتبر فيلم ظل القانون الآن ضائعًا.

## ملخص الفيلم
ماري بروفي امرأة شابة تم سجنها ظلماً من قبل محتال رئيسي رفضت الزواج منه ، قابلت لاحقًا ووقعت في حب جيمس رينولدز ، الشاب الذي أصبح حاميها. أثناء وجود ماري في السجن ، يقع والدها تحت التأثير الشرير لزعيم العصابة الإجرامية. في حفل استقبال ، أطلق الرجل النار على والد الفتاة التي رفضت الزواج منها. تم تقديمه إلى العدالة وسارت علاقتها الرومانسية بعد ذلك بسلاسة.

## طاقم التمثيل
- كلارا بو بدور ماري بروفي
- فورست ستانلي بدور جيمس رينولدز
- ستيوارت هولمز بدور لينيارد
- رالف لويس بدور بروفي
- وليام ف. مونج بدور إيجان
- جي إيميت بيك في دور مارتن
- أديل فارينجتون بدور العمة
- إدي ليونز بدور كروك
- جورج كوبر كسائق

## روابط خارجية
- ظل القانون  في قاعدة بيانات الأفلام على الإنترنت (بالإنجليزية)